# Shenmue City
Shenmue City (シェンムー街, Shenmū Machi), également appelé Shenmue Gai, est un jeu d'aventure et de rôle social en ligne sorti le 2 décembre 2010 sur téléphone mobile via le réseau Mobagetown, uniquement au Japon. Le jeu a été développé par Ys Net et édité par Sunsoft. Il fait partie de la série Shenmue créée par Yū Suzuki, dont il constitue un spin-off conçu dans le but de relancer la franchise.
Le service en ligne a été interrompu le 26 décembre 2011.
Un portage du jeu fut annoncé sur Yahoo! Mobage, la plateforme PC de jeu social de Yahoo! Japan, mais il fut annulé.

## Scénario
Le joueur contrôle un apprenti en arts martiaux travaillant au dojo familial de Ryo Hazuki. L’aventure débute à Yokosuka ; Ryo guide le personnage principal à travers la ville pour l'explorer, y mener des quêtes et se fortifier au combat. Durant son aventure, relatant une grande partie de l'intrigue du premier Shenmue, le héros rencontrera d'autres personnages de la série.

## Système de jeu
La majeure partie du jeu consiste à visiter les différents lieux grâce à un suivi du personnage en vue objective. Cette partie aventure est entrecoupée de mini-jeux, tels que des courses de chariots élévateurs et de moto, des combats, des poursuites dans des ruelles bondées ou encore des fléchettes.
Comme dans les autres jeux de la série, il est possible de joueur à d'anciens jeux d'arcade de Sega, tels que Space Harrier et Hang-On.